# هنري مارتين أندرو
هنري مارتين أندرو (بالإنجليزية: Henry Martyn Andrew)‏ هو محاضر أسترالي، ولد في 3 يناير 1845، وتوفي في 18 سبتمبر 1888.